# Okrašlovací spolek Za krásnou Ostravu
Okrašlovací spolek Za krásnou Ostravu byl založen 12. března 2013 z iniciativy antikvariářky a kulturní organizátorky Ilony Rozehnalové.
Navazuje na tradici okrašlovacích spolků, které se v českých zemích formovaly od druhé poloviny 19. století (na území dnešní Ostravy jmenujme Městský okrašlovací spolek v Moravské Ostravě z roku 1894; první okrašlovací spolek ve Slezsku vznikl v Polské Ostravě v roce 1893). Obdobně jako ostravské spolky z předválečného období vznikl i okrašlovací spolek Za krásnou Ostravu tzv. zezdola s cílem sdružovat se a dobrovolně pečovat o veřejná prostranství, ochraňovat památky a rozvíjet kulturní život Ostravy. Spolek dále podporuje budování vztahu k městu připomínáním důležitých osobností či vstupováním do nejrůznějších kauz, a to zejména na úrovni konstruktivní kritiky problematických jevů či funkcí města.
Spolek vydává čtyřikrát ročně bulletin Krásná Ostrava, který vychází o rovnodennosti a slunovratu, přinášející informace nejenom o aktivitách spolku, ale především odborné texty týkající se památkové péče, historie Ostravy, umělecké scény města a environmentálních otázek. Redakční okruh tvoří členové spolku a další odborníci. Bulletin vychází v tištěné podobě a všechna čísla jsou ke stažení i na webových stránkách spolku.
Spolek má více než čtyřicet členů – jsou mezi nimi umělci, historici, divadelníci, učitelé, publicisté, fotografové, režiséři, novináři, architekti a lidé dalších profesí. K nejaktivnějším členům patří kromě zakladatelky spolku Ilony Rozehnalové publicistka a dokumentaristka Monika Horsáková, architektka Milena Vitoulová, památkářka a historička architektury Romana Rosová, archivářka Blažena Przybylová (1952–2017), literární kritik Pavel Hruška, památkář a historik architektury Martin Strakoš nebo historik Jakub Ivánek.[zdroj?]
Většina aktivit spolku se koná ve spolupráci s Antikvariátem a klubem Fiducia.[zdroj?]
První akce spolku 21. května 2013 se uskutečnila v ulici Mlýnská, kdy došlo k okrášlení, v tomto případě vyčištění, pamětní desky bývalého mlýna.

## Aktivity spolku (výběr)

### Okrašlování veřejných prostranství
- Čištění a opravy soch, plastik a pomníků[4] (Miroslav Chlupáč Ležící,[13] Václav Uruba Směrník,[13] Marek Pražák Světlonoš,[14] Pomník na počest vojáků padlých za první světové války, Pomník Jámy Trojice, Karel Nepraš Jogín, Rudolf Valenta Konstruktivistická plastika[15][16][17] a další
- Okrášlení budov (památky[18] i místa bývalých významných staveb jako synagogy,[19][20] obchodní domy,[21][22] rodné domy, hostince atp.) a náměstí např. ve formě naučných cedulek,[20] umístění mobiliáře (náměstí Dr. E. Beneše[23]), komponovaných večerů v daných místech spojených např. s křtem bulletinu spolku atp.
- Okrášlení ulic ve formě tzv. Poetických atentátů (komponované literární večery v ostravských ulicích),[24][25] tzv. Poetických popelnic (verše na kontejnerech)[26] či vysazení bylinkové zahrádky v Milíčově ulici
- Věznice v Ostravě-Heřmanicích – realizace Lavičky Ferdinanda Vaňka[27]

### Pamětní desky
- náhrobek (socha) sochaři Augustinu Handzelovi (autor Jan Šnéberger)[28]
- grafik Zdeněk Rossmann (autorka Šárka Mikesková ve spolupráci s grafikem Robertem Bílým)[29]
- spisovatel Zdeněk Jirotka (autor Jan Šnéberger)[30]
- spisovatel a literární kritik Vladimír Macura (autor Jan Šnéberger)[31][32]
- předsedkyně občanského sdružení Dcery 50. let Eva Vláhová (autorka Šárka Mikesková)[33]
- publicista Karel Biňovec (autorka Šárka Mikesková)[34]
- chartisté Dolores Šavrdová a Jaromír Šavrda (autorka Šárka Mikesková)[35]
- pamětní deska pro sochu Směrník (autorka Šárka Mikesková)[36]

### Kauzy
- Cihlový komín s červenobílou šachovnicí tzv. Strakáč[37] (zbořen)[38]
- Historicky cenná městská jatka – spolek od založení usiloval o záchranu[39][40] (v roce 2020 začala rekonstrukce)[41]
- Novostavba tzv. Černá kostka pro Moravskoslezskou vědeckou knihovnu – spolek od založení usiloval o výstavbu knihovny na základě realizované architektonické soutěže[42][43] (zřizovatel Moravskoslezský kraj plánoval v roce 2021 zahájit stavbu)[44]
- Nádraží v Ostravě-Vítkovicích – snaha o záchranu významné architektury v bruselském stylu na Ostravsku[45]
- Obchodní dům Ostravica-Textilia – snaha o záchranu kulturní památky[46][47]
- Centrum Ostravy – snaha o oživení systémovými opatřeními[48][49]

### Publikační činnost
- Bulletin Krásná Ostrava
- Webový portál Krásná Ostrava
- Databáze ostravských památek
- Databáze ostravských soch
- HRUŠKA, Pavel – POLÁŠEK, Roman – POPELÁŘ, Martin a KOLEKTIV: Cesty do ostravského (v)nitrozemí. Vydal v roce 2019 spolek Fiducia ve spolupráci s Antikvariátem Fiducia a okrašlovacím spolkem Za krásnou Ostravu.
- Mapa ostravských výletů (2017)[50]
- Mapa ostravských soch (2016)[51]